# Amakuni
Amakuni (jap. 天国) – legendarny, japoński twórca mieczy, który stworzył pierwszy zakrzywiony miecz jednosieczny (tachi), w prowincji Yamato około 700 roku (okres Asuka / Nara).
Amakuni był szefem grupy zbrojmistrzów zatrudnionych przez cesarza Mommu (683–707) do produkcji broni dla wojowników. Jego syn, Amakura kontynuował jego pracę. Chociaż nie ma prawie żadnych prac podpisanych przez Amakuniego, legenda głosi, iż słynna katana, o nazwie Kogarasu Maru została stworzona właśnie przez niego.

## Legenda
Pewnego dnia, Amakuni i jego syn Amakura, stali w drzwiach swojego sklepu, patrząc na wojowników cesarskich powracających z bitwy. Mimo wysiłków i dokonań zbrojmistrza, cesarz nie dawał mu żadnych oznak uznania. Amakuni nagle zauważył, że prawie połowa wojowników niesie złamane miecze. Amakuni i Amakura zdecydowali się obejrzeć pozostałości mieczy i poznać powody ich zniszczenia. Okazało się, że główną przyczyną było nieprawidłowe wykonanie, a żołnierze w walce uderzali przecież w twarde przedmioty, zbroje i inne rodzaje broni. Łzy napłynęły do oczy Amakuniego i rzekł do siebie: „Jeśli mają zamiar korzystać z naszych mieczy w walce, postaram się stworzyć taki, który się nie złamie”.
Amakuni i jego syn zamknęli się z dala od ludzi w kuźni i modlili się przez siedem dni i siedem nocy. Następnie wybrali najlepsze rudy żelaza i przetopili je w stal. Pracowali bez chwili odpoczynku, a ich zadanie wydawało się niemożliwe do wykonania. Trzydzieści jeden dni później, Amakuni i jego syn stworzyli zakrzywiony, jednosieczny miecz. Niezrażeni opiniami innych zbrojmistrzów, którzy uważali ich za szalonych, Amakuni i Amakura szlifowali i polerowali kolejne, nowe miecze.
W ciągu następnych miesięcy, Amakuni i jego syn kontynuowali swoją pracę, kując coraz lepsze miecze. Następnej wiosny, po kolejnej wojnie, samuraje wrócili z doskonałymi, nienaruszonymi ostrzami. Gdy cesarz ujrzał to, uśmiechnął się i powiedział: „Jesteś ekspertem wśród zbrojmistrzów. Żaden z mieczy, które wykonałeś nie został zniszczony w tej walce”. 
Nikt nie wie, kiedy Amakuni zmarł.